# 罗汉松叶石楠
罗汉松叶石楠（学名：Photinia podocarpifolia）为蔷薇科石楠属下的一个种。

## 扩展阅读
- 維基物種上的相關：罗汉松叶石楠